# Steyr
Steyr (německy Steyr  [ˈʃtaɪɐ], (česky Štýr) je rakouské statutární město ve spolkové zemi Horní Rakousy při hranici s Dolními Rakousy. Leží na řekách Enži (Enns) a Steyru, v nadmořské výšce 310 m, 39 km jižně od Lince. Žije zde přibližně 38 tisíc obyvatel. Je třetím největším městem Horních Rakous.

## Historie
Země Štýrsko má svůj název odvozen právě od tohoto města. Starobylá Štýrská marka (~970–1180) a po ní Štýrské vévodství totiž původně sahaly mnohem více k severu, až k Dunaji. O tuto severní část, zvanou Travensko (údolí řek Traun, Steyr a Enže), Štýrsko přišlo Budínským mírem roku 1254, kdy si zemi mezi sebou rozdělili Přemysl Otakar II. s Bélou IV. Uherským. Přemysl Travensko spolu se Solnou komorou učinil po roce 1261 (Vídeňský mír) základem nově utvořených „Rakous nad Enží“, čili Horních Rakous. Štýr tak zůstal už navždy oddělen od historické země, jíž dal jméno.

## Památky
Město bylo založeno Římany, z antických památek se dochovalo mnoho archeologických nálezů v muzeu. Zásadní proměnu znamenal požár města roku 1842. V souvislosti s industrializací byly strženy hradby a zbořeny městské brány. Jádro města je památkovou rezervací s množstvím historických staveb od gotiky až po industriální architekturu 19. století.

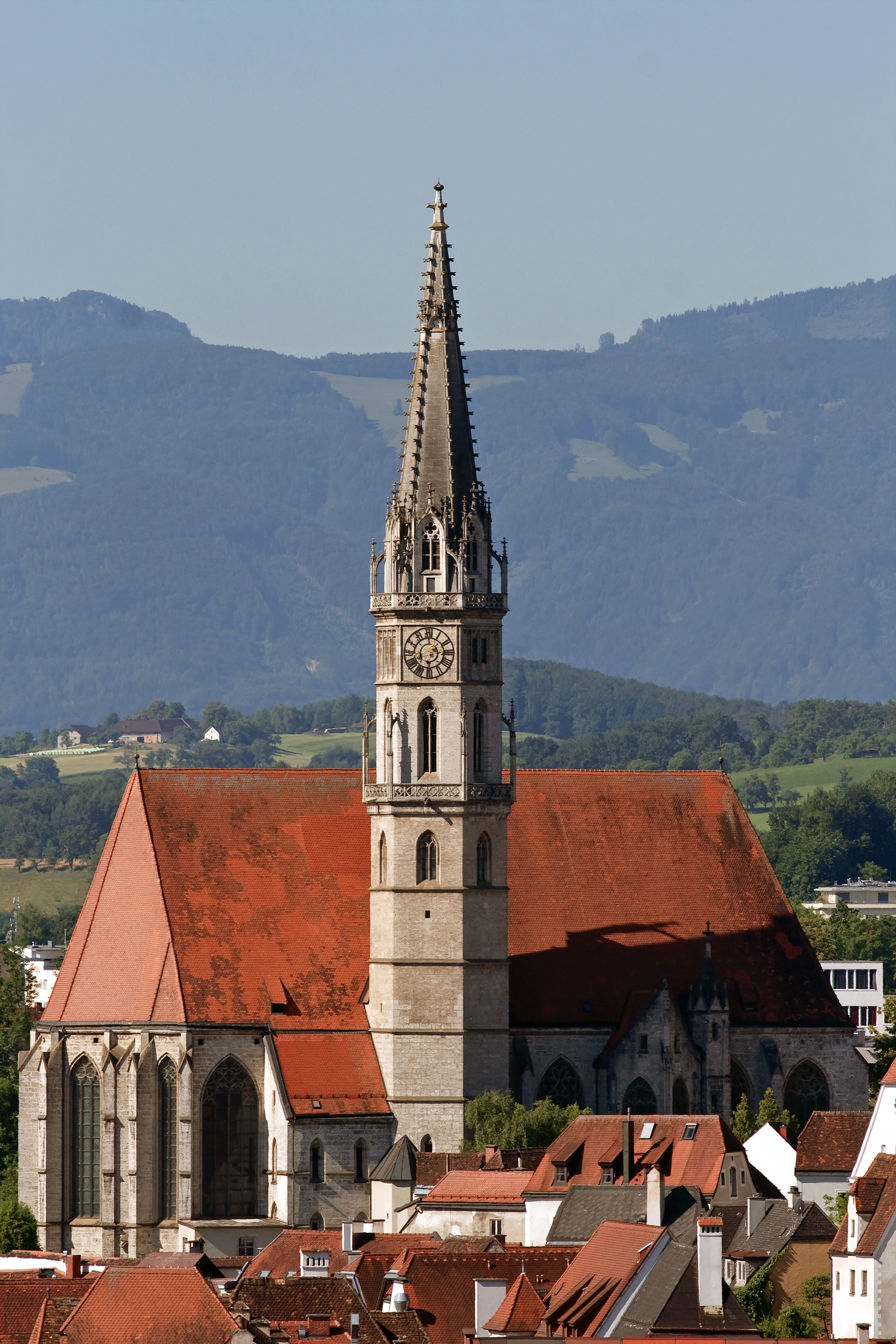
Městský farní kostel sv. Jiljí a Kolomana

### Kostely
- Městský farní kostel sv. Jiljí a sv. Kolomana – trojlodní gotická bazilika s osmibokou věží, dominanta města a jeho nejvýznamnější památka; gotické okenní sklomalby pocházejí z kláštera v Klosterneuburgu
- Evangelický /Bratrský/ kostel, gotická stavba z roku 1511
- Farní kostel sv. Michaela
- Evangelický farní kostel
- Benediktinský klášter Gleink s kostelem sv. Ondřeje
- Poutní kostel Wallfahrtskirche Zum Christkindl unterm Himmel (poutní kostel U Ježíška pod nebem)[3]

### Zámky
- Engelsegg
- Lamberg
- Vogelsang

### další stavby
- Radnice
- Bummerlhaus - nejstarší gotický dům ve městě, patrová stavba z doby kolem roku 1450

## Osobnosti

### Rodáci
- August Eigruber (1907–1947), nacistický gauleiter
- Eduard Grégr (1827–1907), český novinář a politik
- Erich Hackl (* 1954), spisovatel
- Marlen Haushoferová (1920-1970), spisovatelka
- František Antonín z Lambergu (1678–1759), kníže, rakouský generál a dvořan, majitel panství Steyr
- Josef Dominik z Lambergu (1680–1761), kardinál, kníže-biskup v Pasově
- Ignác Schröffel z Mannsberku (1731–1805), moravský podkomoří, majitel hradu Pernštějna
- Johannes Stabius (1460–1522), humanista a přírodovědec
- Josef Werndl (1831–1889), průmyslník
- Franz Wickhoff (1853–1909), historik umění

## Partnerská města
Partnerskými městy Steyru jsou:
- Betlém, Palestina
- Eisenerz, Rakousko
- Kettering, Spojené státy americké
- Plavno, Německo
- San Benedetto del Tronto, Itálie